# Ricardinho (fotbalista, 2001)
Ricardo Viana Filho (* 23. dubna 2001 Guarulhos), známý jako Ricardinho, je brazilský profesionální fotbalista, který hraje na pozici útočníka za kazašský klub FK Kajrat Almaty, kde je na hostování z Viktorie Plzeň.

## Klubová kariéra

### Grêmio
Ricardinho se narodil v Guarulhosu. Od svých 15 let působil v mládeži São Paula a v roce 2020 se v 19 letech připojil k akademii Grêmia. Během sezóny a půl v A-týmu nastoupil Ricardinho do 38 soutěžních zápasů, v nichž vstřelil 9 branek. Střelecky se prosadil i v zápase základní skupiny Copa Sudamericana.
Dne 1. září 2021 odešel na roční hostování do portugalského klubu CS Marítimo. Při svém debutu v Primeira Lize za Marítimo 13. září 2021 vstřelil gól při remíze 2:2 proti Arouce. V sezóně ale další branku nepřidal, dohromady v dresu Marítima nastoupil do 12 zápasů.
V létě 2022 se po návratu z Portugalska přesunul na půlroční hostování do Atlética Goianiense. V prvoligovém brazilském klubu se ale neprosadil, nastoupil jen do 9 soutěžních utkání a na konci roku z klubu odešel.

### Levski Sofia
Na začátku roku 2023 podepsal Ricardinho jako volný hráč tříletou smlouvu s bulharským prvoligovým klubem Levski Sofia. 29. dubna 2023 se zapsal do historie jako první hráč, který skóroval na nově zrekonstruovaném stadionu Christo Boteva při výhře 1:0 proti Botevu Plovdiv. V jarní části sezóny nastoupil Ricardinho do 17 utkání v dresu Levski Sofia, v nichž vstřelil 9 branek, a pomohl klubu k postupu do pohárové Evropy.
V sezóně 2023/24 patřil Ricardinho ke klíčovým hráčům bulharského celku, v 39 zápasech dal 11 gólů a přidal 6 asistencí. Nastoupil také do všech 6 zápasů klubu v předkolech Konferenční ligy; ve 4. předkole Levski Sofia nestačil na německý Frankfurt (1:1 a 0:2).
V létě 2024 o Ricardinha stála Viktoria Plzeň, v českém týmu se měl stát potenciální náhradou za Tomáše Chorého.

### Viktoria Plzeň
Dne 3. července 2024 se Ricardinho stal novou posilou Viktorie Plzeň, s klubem podepsal tříletou smlouvu. Debut v nejvyšší české soutěži zaznamenal dne 28. července 2024 proti Hradci Králové, kdy v 72. minutě střídal Matěje Vydru a Plzeň doma vyhrála 1:0.

#### Maccabi Haifa (hostování)
Po tom, co se ve Viktorii neprosadil, odešel v lednu 2025 na půlroční hostování s možností opce do izraelského Maccabi Haifa.